# Merlene Frazer
Merlene Frazer (Falmouth, Jamaica, 27 de diciembre de 1973) es una atleta jamaicana, especialista en la prueba de 4 x 100 m, en la que ha logrado ser campeona mundial en 1991.

## Carrera deportiva
En el Mundial de Tokio 1991 ganó el oro en el relevo 4 x 100 metros, por delante de la Unión Soviética y Alemania.
Además ha ganado varias medallas de plata y bronce, como el bronce en el Mundial de Edmonton 2001, en el relevo 4 x 100 metros, con un tiempo de 42.40 segundos, tras Alemania y Francia, siendo sus compañeras de equipo: Juliet Campbell, Beverly McDonald y Astia Walker.